# Peter von Glehn

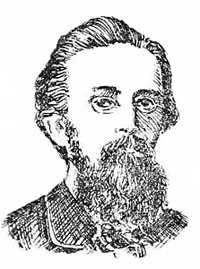
Peter von Glehn

Peter von Glehn (russisch Пётр Петро́вич фон Глен; * 27. Oktoberjul. / 8. November 1835greg. im Dorf Jälgimäe in Saku (Estland); † 4. Apriljul. / 16. April 1876greg. in St. Petersburg) war ein deutschbaltischer Botaniker, Forschungsreisender, Geograph und Hydrograph.
Sein botanisches Autorenkürzel lautet „Glehn“.

## Leben

### Herkunft und Familie
Peter von Glehn war der Sohn des Gutsherrn Peter von Glehn (1796–1843), der 1821 das Gut  Jälgimäe gekauft hatte, und seiner Frau Auguste Caroline Marie geb. Burchart von Bellavary (1814–1862), die die Tallinner Ratsapotheke betrieb. Sein jüngerer Bruder Nikolai von Glehn (1841–1923) gründete Nõmme.

### Werdegang
Peter von Glehn begeisterte sich seit seiner Jugend für Botanik. Er studierte an der Kaiserlichen Universität Dorpat in der Physico-Mathematischen Fakultät und erhielt 1860 das Kandidat-Diplom für seine Arbeit Flora der Umgebung Dorpats.
Während dieser Zeit erschloss sich Russland große Gebiete in der Äußeren Mandschurei, in der Fernost-Küstenregion und auf Sachalin. Dazu bereitete die Russische Geographische Gesellschaft eine Forschungsexpedition vor, zu deren Leitung der Assistent des Direktors des Botanischen Gartens von Dorpat Friedrich Schmidt berufen wurde. Schmidt lud Glehn zur Teilnahme ein und reiste 1859 in den Fernen Osten ab. Glehn wurde am 1. März 1860 in den Expeditionskader aufgenommen, so dass er sogleich von St. Petersburg nach Nikolajewsk am Amur abreiste und im Juli auf Sachalin ankam. Bis zum September erforschte er die Gegend südlich von Alexandrowsk-Sachalinski und danach den Norden der Insel zunächst per Boot und dann per Schlitten. Im Frühjahr 1861 kehrte er in den Inselsüden zurück, bestieg den dortigen Gebirgszug und erforschte mit dem anderen Assistenten Schmidts A. D. Brylkin den Süden der Insel, insbesondere die Küstenregionen bis zu den Kaps Krilon und Aniwa. Im September 1862 kehrte er an den Amur zurück und reiste darauf mit seinem Chef zurück nach St. Petersburg mit umfangreichen geologischen, botanischen und ethnographischen Sammlungen.
Im Januar 1867 wurde Glehn zum jüngsten Konservator des Kaiserlichen St. Petersburger Botanischen Gartens ernannt. Glehns Reiseberichte wurden 1868 in russischer und deutscher Sprache veröffentlicht. Glehn beschrieb darin die Geographie, Hydrographie und Geologie der besuchten Orte auf der Insel Sachalin. Seine botanischen Sammlungen wurden von F. Schmidt bearbeitet. 1870 wurde er Chefkonservator. Er bearbeitete die Sammlungen des Zoologen Iwan Semjonowitsch Poljakow (1866), des Barons G. Maydell (1867) und des Geologen Alexander Lawrentewitsch Tschekanowski (1869–1875).

## Nach Peter von Glehn benannte Pflanzen
- Doldenblütler-Art Glehnia F. Schmidt[3] mit der Glehnia littoralis F. Schmidt ex Miq.[4] als einzigem Vertreter, die an den sandigen Küsten des nördlichen Stillen Ozeans (Ostasien und Nordamerika[5]) wächst.
- Aster glehnii F. Schmidt
- Cardiocrinum glehnii (F. Schmidt) H. Hara bzw. Lilium glehnii F. Schmidt
- Eupatorium glehnii F. Schmidt &  Trautv.
- Lonicera glehnii F. Schmidt
- Picea glehnii (F. Schmidt) Mast.[6]

## Werke
- Flora der Umgebung Dorpats. Arch. Naturk. Liv-, Est- u. Kurlands, 2. Ser., 1860, Bd. 2, S. 489–574.
- Arbeiten der Sibirischen Expedition der Kaiserlichen Russischen Geographischen Gesellschaft. Physikalische Abteilung (zusammen mit F. B. Schmidt). Band 1, Historische Berichte, St. Petersburg 1868 (russisch).
- Verzeichnis der im Witim-Olekma-Lande von den Herren J. S. Poljakow und Baron G. Maydell gesammelten Pflanzen. Arbeiten des St. Petersburger Botanischen Gartens (1876) Band 4, Ausgabe 1, S. 1–96.